# Đầu tư truyền thống

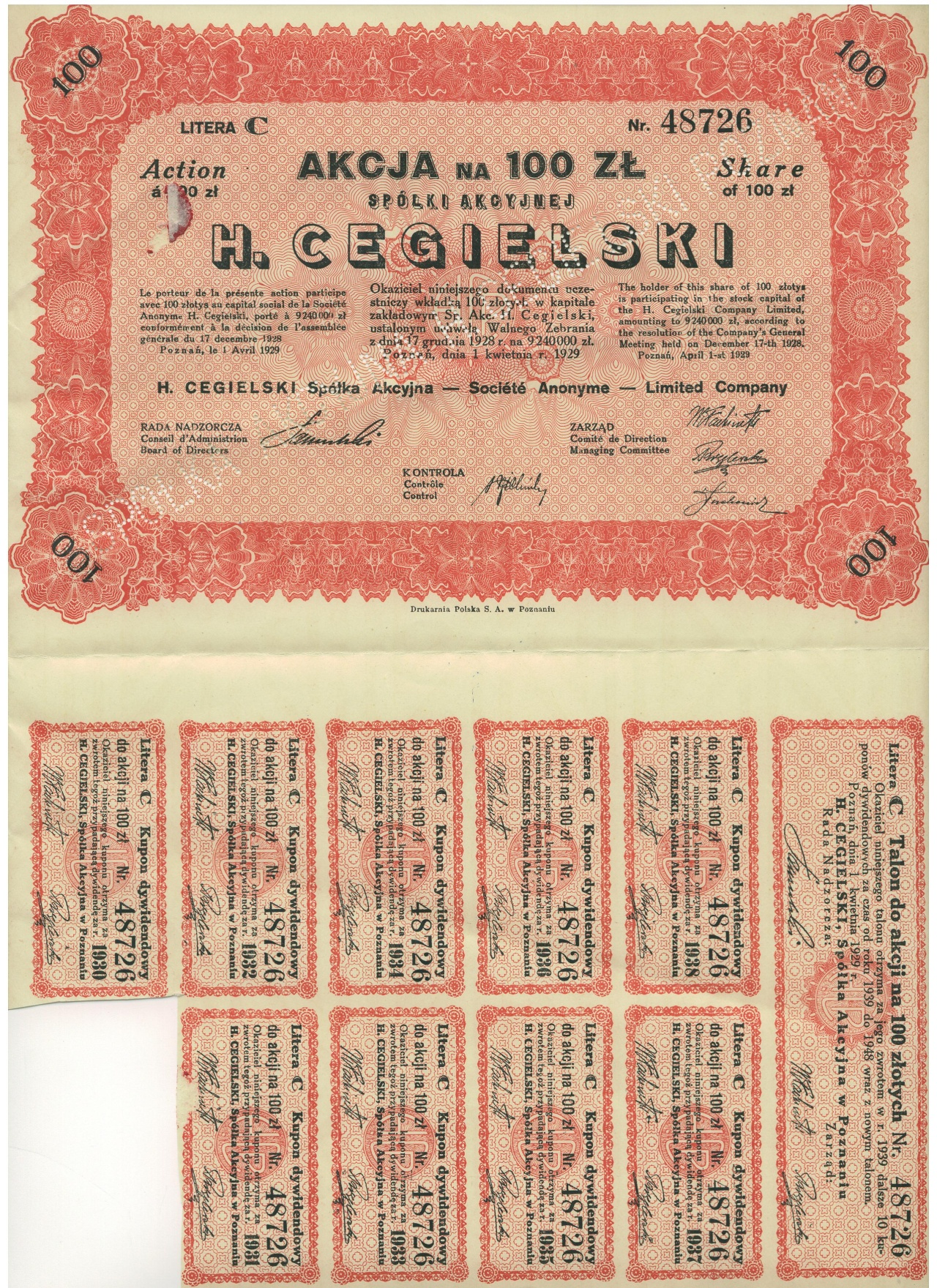
Một chứng chỉ cổ phiếu cũ từ Ba Lan với hầu hết các phiếu thưởng được đính kèm.

Trong tài chính, khái niệm đầu tư truyền thống đề cập đến việc bỏ tiền vào các tài sản nổi tiếng (chẳng hạn như trái phiếu, tiền mặt, bất động sản và cổ phiếu) với kỳ vọng tăng giá vốn, cổ tức và thu nhập lãi. Đầu tư truyền thống đối lập với đầu tư thay thế.

## Trái phiếu
Ở đây nhà đầu tư mua các khoản nợ do các công ty hoặc chính phủ phát hành, những công ty hứa hẹn sẽ trả lợi tức hàng năm cho đến khi khoản nợ được hoàn trả. Giá trị của khoản đầu tư thay đổi khi mức lãi suất chung biến động, làm cho trái phiếu trở nên ít nhiều có giá trị.

## Tiền mặt
Trong đầu tư tiền mặt, tiền thường được đầu tư vào các phương tiện đầu tư ngắn hạn, ít rủi ro như chứng chỉ tiền gửi, quỹ thị trường tiền tệ và tài khoản ngân hàng có lợi suất cao.

## Bất động sản
Trong bất động sản, tiền được sử dụng để mua tài sản nhằm mục đích nắm giữ, bán lại hoặc cho thuê để thu nhập và có yếu tố rủi ro về vốn.